# Dendrobium exaltatum
Dendrobium exaltatum är en orkidéart som beskrevs av Rudolf Schlechter. Dendrobium exaltatum ingår i släktet Dendrobium, och familjen orkidéer. Inga underarter finns listade i Catalogue of Life.